# نونا مورديوكوفا
نويابرينا فيكتوروفنا مورديوكوفا (الروسية: Но́нна (Ноябри́на) Ви́кторовна Мордюко́ва ؛ 25 نوفمبر 1925 - 6 يوليو 2008) هي ممثلة سوفيتية وروسية وفنانة شعبية لاتحاد الجمهوريات الاشتراكية السوفياتية (1974). كانت نجمة أفلام مثل فيلم ماما للمخرج دينيس يفستينييف ونيكيتا ميخالكوف في الثمانينيات من القرن الماضي. تضمنت هيئة تحرير موسوعة «من يكون من» البريطانية نونا مورديوكوفا من بين أفضل 20 ممثلة في القرن العشرين.

## السيرة شخصية

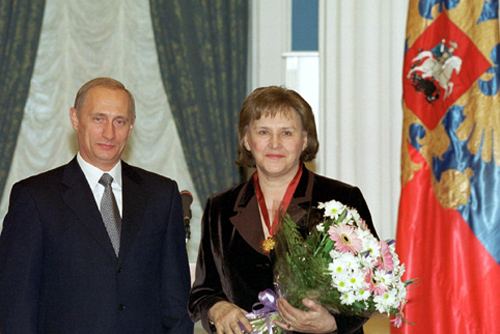
نونا مورديوكافا مع فلاديمير بوتين خلال وسام الاستحقاق في حفل الوطن، 2000

نونا (نويابرينا) ولدت فيكتوروفنا لعائلة كبيرة في قرية كونستانتينوفكا القوزاق، منطقة دونيتسك، جمهورية أوكرانيا الاشتراكية السوفياتية. أمضت نونا طفولتها في مستوطنة حيث عملت والدتها كرئيسة لـ كولخوز (مزرعة جماعية).
في عام 1946، التحقت مورديوكوفا بكلية الممثلين في معهد غيراسيموف للسينما ودرست هناك تحت إشراف بوريس بيبيكوف وأولغا بيزهوفا. بعد التخرج، لعبت على خشبة المسرح في استوديو المسرح للممثل السينمائي وغالبًا ما ظهر من قبل المخرجين السينمائيين.
في عام 1948، تزوجت مورديوكوفا من الممثل فياتشيسلاف تيخونوف وأنجب منها ابنًا (توفي الآن). انفصلا عام 1963. 